# ʿAbd al-Husain Scharaf ad-Dīn

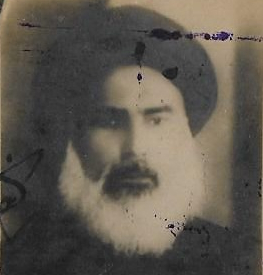
Schara ad-Din 1938

ʿAbd al-Husain Scharaf ad-Dīn al-Mūsawī (arabisch عبد الحسين شرف الدين الموسوي, DMG ʿAbd al-Ḥusain Šaraf ad-Dīn al-Mūsawī; geb. 1872 in al-Kazimiyya; gest. 1957) war ein bedeutender schiitischer Gelehrter und Ajatollah im Libanon (Dschabal Amel). Er studierte im Irak in Nadschaf unter Achund Mohammad Kāzem Chorāsāni (1839–1911) und Sayyid Muhammad Kazim Yazdi (1831–1919) und auch unter sunnitischen Gelehrten in Ägypten. Später wirkte er als Mufti von Tyros (Ṣūr). Kurz vor seinem Tod designierte er Sayyid Musa Sadr zu seinem Nachfolger.

## al-Murādschaʿāt
Sein al-Murādschaʿāt (Die Konsultation: Dialog zwischen Sunniten und Schiiten) ist ein wichtiges Werk im Rahmen des innerislamischen Dialogs zwischen Sunniten und Schiiten. Es beinhaltet Teile eines Briefwechsels mit dem sunnitischen Gelehrten Salim al-Bischri (arabisch سليم البشري), dem Scheich al-Azhar der Jahre 1900–1904 und 1909–1916 in Kairo, Ägypten.
Die Schia-Expertin Sabrina Mervin merkt dazu in ihrem Artikel über die Schiiten im Libanon in der Encyclopaedia Iranica „lakonisch“ an, es sei jedoch sehr wahrscheinlich, dass er den Dialog ganz allein gehalten habe:

„It is, however, quite probable that Šaraf-al-Din had made up the dialogue all by himself.“

Viele seiner Bücher und Artikel gingen verloren: „Unfortunately, many of his books and articles were lost when the French burned his library, a fact that he mourned for the rest of his life.“

## Werke
- al-Murādschaʿāt 
  - dt. Übers. al-Muradschaʿat. Bremen: M-haditec, 2006
  - engl. Al-Muraja'at/A Shi'i-Sunni dialogue (also known as 'The Right Path')
- Abu Hurayra. Ansariyan Publications
  - dt. Übers. Abu Huraira. Bremen: M-haditec, 2006
- Masa'il Fiqhiyya (Questions on Jurisprudence)